# إنريكي باريجو غونزاليس
إنريكي باريجو غونزاليس (بالإسبانية: Enrique Parejo González )‏ (مواليد 1930)، وهو سياسي، ووزير عدل سابق كولومبي، ومرشح رئاسي وشخصية بارزة في كولومبيا في العقد 1970. وقد تورط في محاولة اغتيال خطيرة عندما كان سفير كولومبيا في المجر، وكانت عصابات المخدرات هي المسؤولة عن هذه المحاولة.